# KK Hermes Analitica
O Košarkarški Klub Hermes Analitica (em português:  Basquetebol Clube Hermes Analitica), conhecido também apenas como Hermes Analitica, é um clube de basquetebol baseado em Zagreb, Croácia que atualmente disputa a HT Premijer Liga. Manda seus jogos no SD Prirodoslovne skole Vladimira com capacidade para 500 espectadores.

## Histórico de Temporadas
| Temporada | Nível | Liga | Pos. | J     | PL  | Resultado         | Competições europeias |
| --------- | ----- | ---- | ---- | ----- | --- | ----------------- | --------------------- |
| 1999-00   | 2     | A2   | 1    | 17-5  |     | Promovido campeão |                       |
| 2000-01   | 1     | A1   | 12   | 2-20  |     | Rebaixado         |                       |
| 2001-02   | 2     | A2   | 3    | 9-2   |     | Promovido         |                       |
| 2002-03   | 1     | A1   | 6    | 4-10  |     |                   |                       |
| 2003-04   | 1     | A1   | 5    | 7-7   |     |                   |                       |
| 2004-05   | 1     | A1   | 10   | 12-8  |     |                   |                       |
| 2005-06   | 1     | A1   | 13   | 9-11  |     | Rebaixado         |                       |
| 2006-07   | 2     | A2   | 5    | 16-5  |     |                   |                       |
| 2007-08   | 2     | A2   | 7    | 8-10  |     |                   |                       |
| 2008-09   | 2     | A2   | 8    | 10-12 |     |                   |                       |
| 2009-10   | 2     | A2   | 6    | 12-10 |     |                   |                       |
| 2010-11   | 2     | A2   | 2    | 16-2  |     |                   |                       |
| 2011-12   | 2     | A2   | 9    | 10-12 |     |                   |                       |
| 2012-13   | 2     | A2   | 1    | 12-0  |     |                   |                       |
| 2013-14   | 2     | A2   | 2    | 17-5  |     |                   |                       |
| 2014-15   | 2     | A2   | 1    | 19-3  | 6-2 | Finalista         |                       |
| 2015-16   | 2     | A2   | 1    | 20-2  | 8-0 | Promovidocampeão  |                       |
| 2016-17   | 1     | A1   | 12   | 6-20  |     |                   |                       |
| 2017-18   | 1     | A1   |      |       |     |                   |                       |

fonte:eurobasket.com

## Títulos

### Competições domésticas
- Segunda divisão

Campeões (2): 1999-00, 2016-17
Finalista (1:2014-15